# Yu Sang-hun
Đây là một tên người Triều Tiên, họ là Yu.
Yu Sang-hun (tiếng Hàn: 유상훈; sinh ngày 25 tháng 5 năm 1989) là một cầu thủ bóng đá Hàn Quốc thi đấu ở vị trí thủ môn cho Sangju Ssangmu.
Anh là cầu thủ của đội tuyển quốc gia Hàn Quốc của Đại hội Thể thao Sinh viên Thế giới Mùa hè 2011
 và gia nhập FC Seoul năm 2011.
Vào mùa giải 2013, anh là thủ môn số 2 của FC Seoul.
Vào mùa giải 2014, anh được bầu chọn là cầu thủ xuất sắc nhất Tứ kết Giải vô địch bóng đá các câu lạc bộ châu Á 2014. 
Đặc biệt, ở lượt về tứ kết, anh đã cản phá thành công 3 quả penalty trong loạt sút luân lưu.